# Melhor jogador do mundo pela FIFA em 1994
O prêmio da FIFA de melhor jogador do mundo em 1994 foi dado a Romário. Ele ficou à frente do búlgaro Hristo Stoichkov e do antigo vencedor deste prêmio, o italiano Roberto Baggio, Romário se tornou também o primeiro jogador Sul-Americano a ganhar o prêmio.

## Resultado
| Pos. | Jogador          | Pontos | Equipe              |
| ---- | ---------------- | ------ | ------------------- |
| 1    | Romário          | 346    | Barcelona           |
| 2    | Hristo Stoichkov | 100    | Barcelona           |
| 3    | Roberto Baggio   | 80     | Juventus            |
| 4    | Gheorghe Hagi    | 50     | Brescia / Barcelona |
| 5    | Paolo Maldini    | 40     | Milan               |
| 6    | Bebeto           | 16     | Deportivo La Coruña |
| 7    | Dennis Bergkamp  | 11     | Internazionale      |
| 8    | Dunga            | 9      | Stuttgart           |
| 9    | Mauro Silva      | 7      | Deportivo La Coruña |
| 9    | Jürgen Klinsmann | 7      | Monaco / Tottenham  |
| 9    | Tomas Brolin     | 7      | Parma               |
| 9    | Franco Baresi    | 7      | Milan               |